# الدوري الفنزويلي الممتاز 1970
الدوري الفنزويلي الممتاز 1970 هو الموسم 50 من الدوري الفنزويلي الممتاز. كان عدد الأندية المشاركة فيه 8، وفاز فيه ديبورتيفو غاليسيا.